# Cobubatha putnami
Cobubatha putnami är en fjärilsart som beskrevs av Heinrich Benno Möschler 1890. Cobubatha putnami ingår i släktet Cobubatha och familjen nattflyn. Inga underarter finns listade i Catalogue of Life.